# فضل بن ربیع
فضل بن ربیع بن یونس از جمله وزیرانی است که در عهد عباسیان به ایفای نقش پرداخت. پدر او در عهد منصور عباسی، منصب وزارت را بر عهده داشت. فضل در زمان هارون‌الرشید از مخالفان برامکه بود و پس از آنان به وزارت رسید. او تا زمان مرگ هارون این منصب را در اختیار داشت و در عهد امین نیز عهده‌دار این منصب گشت اما پس از پیروزی مأمون بر امین پنهان گشت و مورد بخشش مأمون قرار گرفت. او در سال ۲۰۸ هجری/ ۸۲۴ میلادی وفات یافت.